# Amtsbezirk Geras
Der Amtsbezirk Geras ist eine ehemalige Verwaltungseinheit im Waldviertel in Niederösterreich.
Der Amtsbezirk war der Kreisbehörde in Krems an der Donau unterstellt und besorgte deren Amtsgeschäfte vor Ort. Die Zuständigkeit erstreckte sich neben Geras auf die damalige Gemeinden Dallein, Felling, Niederfladnitz, Oberfladnitz, Fronsburg, Fugnitz, Goggitsch, Hardegg, Harth, Heinrichsdorf, Heufurth, Oberhöflein, Hötzelsdorf, Hofern, Kottaun, Langau, Mallersbach, Merkersdorf, Pingendorf, Pleissing, Prutzendorf, Purgstall, Riegersburg, Sallapulka, Schirmannsreith, Sieghartsreith, Starrein, Trautmannsdorf, Waschbach, Weitersfeld, Zettlitz und Zissersdorf.
Der Amtsbezirk umfasste dabei 33 Gemeinden mit 10.120 Einwohnern (lt. Zählung von 1851).